# Declaració per al Futur d'Internet
La Declaració per al Futur d'Internet (en anglès Declaration for the Future of the Internet) és un document en el qual es reclama una xarxa d'Internet oberta per a tota la humanitat, en la qual es defensin els Drets Humans i els drets fonamentals, una economia pròspera i equitativa, i la seguretat d'accedir-hi a tota la comunitat. Aquesta declaració fou presentada el 28 d'abril de 2022 amb la firma de 60 països incloent-hi Albània, Andorra, Argentina, Austràlia, Àustria, Bèlgica, Bulgària, Cap Verd, Canadà, Colòmbia, Costa Rica, Croàcia, Xipre, República Txeca, Dinamarca, República Dominicana, Estònia, Comissió Europea, Finlàndia, França, Geòrgia, Alemanya, Grècia, Hongria, Islàndia, Irlanda, Israel, Itàlia, Jamaica, Japó, Kenya, Kosovo, Letònia, Lituània, Luxemburg, Maldives, Malta, Illes Marshall, Micronèsia, Moldàvia, Montenegro, Països Baixos, Nova Zelanda, Níger, Macedònia del Nord, Palau, Perú, Polònia, Portugal, Romania, Senegal, Sèrbia, Eslovàquia, Eslovènia, Espanya, Suècia, Taiwan, Trinitat i Tobago, Regne Unit, Ucraïna i Uruguai.

## Principis de la declaració
En termes generals:
- Protegir els drets humans i les llibertats bàsiques de totes les persones
- Promoure una Internet global que promogui el flux d'informació lliure
- Fomentar la connectivitat inclusiva i assequible perquè tothom pugui beneficiar-se de l'economia digital
- Promoure la confiança en l'ecosistema digital global, fins i tot a través de la protecció de la privadesa
- Protegir i enfortir l'enfocament de governança de múltiples parts interessades que manté el funcionament d'Internet en benefici de tots

Pel que fa a Internet i tecnologies digitals:
- Promoure aquests principis dins dels fòrums multilaterals i de múltiples parts interessades existents
- Traduir aquests principis en polítiques i accions concretes
- Treballar junts per promoure aquesta visió a escala mundial, tot respectant l'autonomia reguladora dels altres dins de les nostres pròpies jurisdiccions i d'acord amb les nostres lleis nacionals respectives i les obligacions legals internacionals